# Elmi Jumari
Muhammad Elmi Jumari (Kuala Lumpur, 4 januari 1990) is een Maleisisch wielrenner.

## Carrière
In 2017 behaalde Jumari zijn eerste UCI-zege toen hij in de tweede etappe van de Ronde van Selangor de snelste was in de massasprint. De Indonesiër Projo Waseso en Kota Sumiyoshi uit Japan eindigden op de overige ereplaatsen.

## Overwinningen
2017
2e en 4e etappe Ronde van Selangor